# 우뇌상쾌통쾌 틀린그림전집
우뇌상쾌통쾌 틀린그림전집은 남코가 닌텐도 DS용으로 개발한 틀린그림찾기 게임이다.